# Чепонис, Альфонсас Мотеюсович

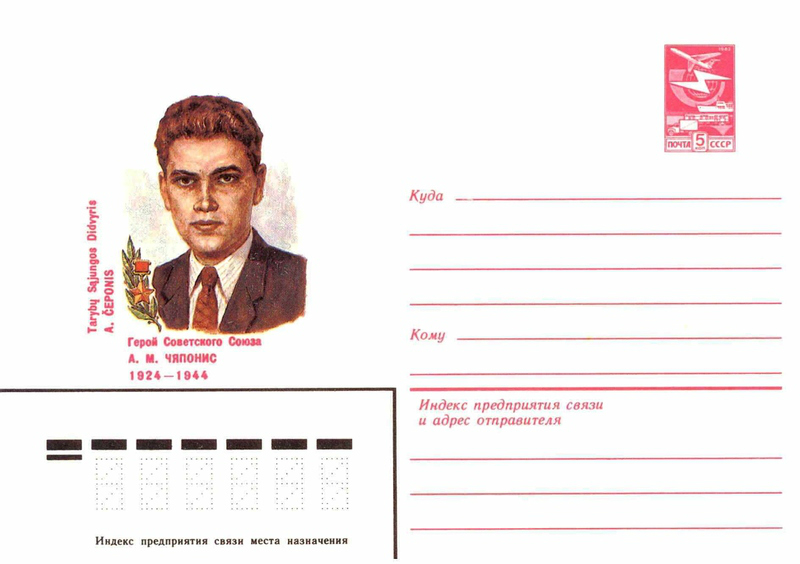
Посвящённый А. М. Чяпонису художественный маркированный конверт СССР 1983 года

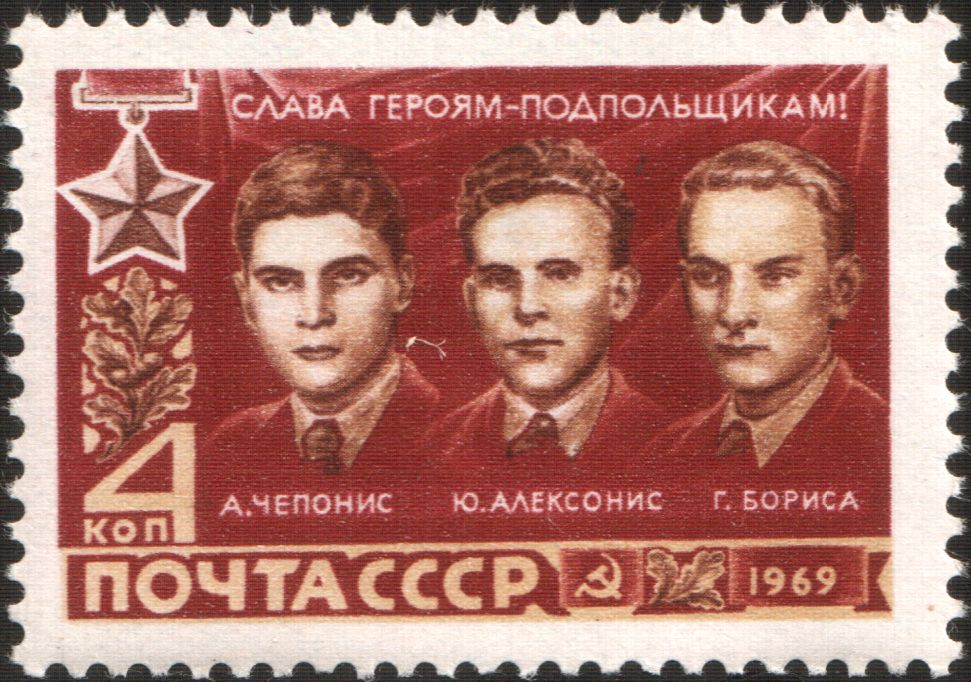
Герои-подпольщики:
Альфонсас Чепонис,
Юозас Алексонис,
Губертас Бориса.

Альфонсас Мотеюсович Чепонис (1924—1944) — участник Великой Отечественной войны, подпольщик города Каунаса, радист, Герой Советского Союза (1958).

## Биография
Родился в 1924 году в городе Каунас республики Литва в семье рабочего-железнодорожника. Литовец.
В 1939 году вступил в подпольный Союз коммунистической молодёжи Литвы, выполнял поручения городского и уездного комитетов комсомола, участвовал в распространении политической литературы и печатании листовок.
В 16 лет стал курсантом школы планеристов.
Образование неполное среднее.
После начала Великой Отечественной войны участвовал в организации боевых комсомольских дружин в Каунасе, ушёл из Литвы вместе с отступавшими частями РККА, затем некоторое время работал на оборонных предприятиях в тылу. По призыву ЦК комсомола Литвы поступил в школу радистов.
Во время немецкой оккупации был членом подпольной комсомольской организации, действовавшей в Каунасе, позднее вошёл в состав подпольного горкома Каунаса. По его данным наносились бомбовые удары по военным объектам врага в Каунасе. Неоднократно участвовал в боевых операциях в тылу врага в составе партизанского отряда «За Советскую Литву».
В районе Каунаса взорвал миной железнодорожный состав, перевозивший нефть в цистернах, позднее выполнил несколько успешных операций по дезорганизации движения железнодорожного транспорта на участке железной дороги Каунас — Ионава, что заставило немецкие оккупационные власти усилить охрану этой железнодорожной линии.
В декабре 1943 года в составе диверсионной группы из трёх партизан, которой командовал Повилас Штарас, установил мину на перегоне Каунас — Ионава, взрывом которой был сброшен с рельс состав с техникой и артиллерийскими орудиями на платформах, но при отходе был ранен в ногу. После оказания первой медицинской помощи он был доставлен на квартиру связной Альге Девайтите в предместье города Жалакальнис, а затем переправлен в дом к матери в Шанчяе (на ул. Сюлу, 22а).
Ранение оказалось тяжелым, только через две недели Чепонис смог самостоятельно передвигаться. Утром 24 января 1944 года дом был окружён подразделением СС, но он успел заметить приближение к дому группы захвата, отослал мать (велев ей запереть входную дверь на замок) и приготовил к бою имевшееся оружие (автомат, пистолет и три гранаты Ф-1). Когда группа гитлеровцев сосредоточилась у входной двери, через окно бросил в них гранату, после чего открыл по группе захвата огонь из автомата.
Перестрелка продолжалась несколько минут, после чего гитлеровцы предприняли попытку подобраться ко входу в дом, но были встречены автоматным огнём и отступили с потерями. Перестрелка продолжилась, при этом на балконе соседнего дома эсэсовцы установили пулемёт для стрельбы по окнам. Однако Чепонис передвинул находившийся в комнате шкаф таким образом, что стрельба в окно стала неэффективной.
Кто-то сообщил, что на улице находятся сестра и мать Чепониса, их взяли в заложники и потребовали от сестры зайти в дом к брату и заставить его прекратить сопротивление. Когда Онуте зашла в дом и сообщила Чепонису ультиматум, он предложил ей выйти из дома и сказать командиру группы захвата, что он мёртв, «поскольку уже полчаса не стреляет» (к этому времени у него кончились патроны к автомату и оставались только граната и пистолет с двумя патронами). Гитлеровцы не поверили и снова отправили сестру в дом, показав ей, что им привезли бензин и в случае продолжения осады они подожгут здание. Выслушав сестру, Чепонис сказал ей передать немцам, что он застрелился и выстрелил из пистолета в потолок. Услышавшие выстрел эсэсовцы ворвались в сени, после чего Чепонис бросил в них гранату и застрелился последним оставшимся патроном.
Бой Чепониса с подразделением противника продолжался свыше четырёх часов, он в одиночку уничтожил более 20 эсэсовцев.
Указом Президиума Верховного Совета СССР от 1 июля 1958 года за образцовое выполнение боевых заданий в тылу врага и проявленные при этом отвагу и геройство Чепонису Альфонсасу Мотеюсовичу было посмертно присвоено звание Героя Советского Союза.

## Память
- В Каунасе имя Героя носили улица и школа, установлена мемориальная доска[2]
- Его именем названо судно ЛБ-0378 «Альфонсас Чепонис» Министерства рыбного хозяйства СССР (1964—1986)[2]

## Награды
- медаль «Золотая Звезда»[2]
- орден Ленина[2]